# 1882 en football
Cet article présente les faits marquants de l'année 1882 en football.

## Clubs fondés en 1882
- en Angleterre :
  - fondation du club de Burnley Football Club basé à Burnley.
  - fondation du club de Corinthian Football Club basé à Londres.
  - fondation du club de Queens Park Rangers Football Club basé à Londres dans le quartier de Shepherd's Bush.
- en Écosse :
  - fondation du club de Albion Rovers Football Club basé à Coatbridge.
- en Suède :
  - fondation du club de Gefle IF basé à Gävle.

## Février
- La FA autorise désormais le remboursement des frais pour les joueurs concernant les rencontres de la FA Cup, mais interdit le professionnalisme dont l’usage se répand pourtant inexorablement…
- 18 février : à Belfast (Bloomfield), premier match international opposant Anglais et Irlandais. L'Angleterre s'impose 0-13 ! Oliver Vaughton marque 5 buts, Arthur Brown 4.
- 25 février : à Wrexham, premier match international opposant Gallois et Irlandais. Les Gallois s'imposent 7-1.

## Mars
- 11 mars : à Glasgow (Hampden Park), l'Écosse écrase l'Angleterre : 5-1. 10 000 spectateurs.
- 13 mars : à Wrexham (Racecourse Ground), le pays de Galles s'impose 5-3 face à l'Angleterre. 5 000 spectateurs.
- 25 mars : finale de la 11e FA Challenge Cup (73 inscrits). Old Etonians 1, Blackburn Rovers 0. 6 500 spectateurs au Kennington Oval.
- 25 mars : à Glasgow (Hampden Park), l'Écosse s'impose 5-0 face au pays de Galles. 5 000 spectateurs.

## Avril
- 1er avril : à Glasgow (First Cathkin Park), finale de la 9e édition de la Coupe d'Écosse. Queen's Park s'impose face à Dumbarton, 4-1. 14 000 spectateurs.
- 20 avril : fondation du Racing club de France.

## Mai
- Mai : le club anglais de Burnley Rovers fondé un an plus tôt abandonne la pratique du rugby pour celle du football.

## Septembre
- 6 septembre : fondation du club de Tottenham Hotspur Football Club basé à Londres.

## Décembre
- 6 décembre : fondation de l'International Board de football, gardien des lois du jeu.

## Naissances
- 2 janvier : Fernand Canelle, footballeur français. († 1951).
- 12 janvier : André Puget, footballeur français. († 1915).
- 19 janvier : Pierre Allemane, footballeur français. († 1956).
- 6 mars : Harry Buckle, footballeur irlandais. († 1965).
- 4 avril : Harold Hardman, footballeur anglais. († 1965).
- 24 avril : Arthur Turner, footballeur anglais. († 1960).
- 7 mai : Alfred Verdyck, footballeur puis entraîneur belge. († 1964).
- 16 mai : Francesco Calì, footballeur puis entraîneur italien. († 1949).
- 11 août : Walter Streule, footballeur suisse.
- 21 août : Georges Albert, footballeur français. († 15 mai 1963).
- 26 août : Billy Hampson, footballeur puis entraîneur anglais. († 1966).
- 29 août : André Renaux, footballeur français. († 1924).
- 25 septembre : Charles Simon, dirigeant de football français.  († 1915).
- 4 octobre : Oskar Nielsen-Nørland, footballeur danois. († 1941).
- 9 octobre : Karl Stürmer, footballeur puis entraîneur autrichien. († 1943).
- 16 octobre : Jimmy Hogan, footballeur puis entraîneur anglais. († 1974).
- 22 octobre : René Fenouillère, footballeur français. († 1916).